# 하야시 쇼고
하야시 쇼고(일본어: 林 昇吾, 1997년 4월 9일~)는 일본의 축구 선수이다.

## 구단 경력
그는 2016년 J2리그의 도쿄 베르디에 입단했다. 2018년까지 14경기에 출전, 2018년후 현역 은퇴.